# Ахриев, Гапур Саидович
Гапур Саидович Ахриев (ингуш. ӏоахарганаькъан СаӀида ГӀапур; 1890, Фуртоуг, Терская область — 3 мая 1920, Баку) — ингушский революционер. Один из руководителей борьбы за Советскую власть на Северном Кавказе в годы Гражданской войны. Член РКП(б) с 1919 года.

## Биография
Родился в 1890 году в ауле Фуртоуг в крестьянской семье. По национальности — ингуш.
Первоначальное образование получил во Владикавказском реальном училище. Затем обучался в Московском коммерческом институте. Принимал участие в работе студенческих революционных кружков. По окончании института, в 1916 году, возвращается во Владикавказ, где работает инструктором Терского союза учреждений мелкого кредита. В этот же период сближается с С. М. Кировым.
После Февральской революции 1917 года становится членом Терского гражданского исполкома, избирается членом Владикавказского Совета рабочих и солдатских депутатов.

В марте 1918 года назначен народным комиссаром по делам национальностей вновь образованной Терской советской республики. В 1918—1920 гг. принимал активное участие в Гражданской войне.

Умер 3 мая 1920 года в Баку.

## Память
- Музей имени Гапура Ахриева в его родном доме в селении Фуртоуг.
- В Грозном на памятнике Героям гражданской войны 1920-х годов, символизирующем Дружбу народов, Гапур Ахриев изображён рядом с украинцем Николаем Гикало и чеченцем Асланбеком Шериповым[2].
- Именем Ахриева названы улицы в городах: Грозный, Назрань, Гудермес, Карабулак, Малгобек, а также во многих населенных пунктах Чечни и Ингушетии; в 1984—1992 годах так называлась Весенняя улица во Владикавказе.
- В честь Ахриева назван завод «Электроинструмент»[ингуш.] в Назрани.